# Likbjudare
Likbjudare är en gammal beteckning på person som inbjuder gäster till begravning. Ordet förekommer 1668 om en kyrkobetjänt med dylik uppgift.
I en senare variant har ordet använts för att beteckna en person med högtidlig och dyster uppsyn. I litteraturen förekommer uttrycket att se ut som en likbjudare. Även Lijkbiuderskan som bödh Quinfolken, förekommer i text från 1600-talet. I en artikel, Från gravöl till minnesstund i Sverige, anges bland annat att särskilda likbjudare ännu på 1800-talet gick runt och bjöd in folk till likvakor dagen före begravningen. På så sätt hedrades den döde före begravningen.
Gjordes inbjudan skriftligt kunde den benämnas likbjudarsedel.

## Sammansättningar
I Svenska Akademiens ordbok anges följande sammansättningar av huvudordet "likbjudare":
- Likbjudaransikte (vardagligt)
- Likbjudarmin  (vardagligt)
- Likbjudarsedel (ålderdomligt, med betydelsen "skriftlig inbjudan till begravning")
- Likbjuderska (ålderdomligt)